# Sør-Fron
Sør-Fron és un municipi situat al comtat d'Innlandet, Noruega. Té 3.154 habitants (2016) i té una superfície de 745 km². El centre administratiu del municipi és el poble de Hundorp. Els altres llogarets del municipi són Frya, Lia i Harpefoss.
El municipi limita amb Nord-Fron al nord, amb Øystre Slidre a l'oest i amb Gausdal i Ringebu al sud. A l'est limita amb els municipis de Folldal i Stor-Elvdal, al comtat de Hedmark.
El Parc Nacional de Rondane es troba parcialment situat a Sør-Fron. Va ser el primer parc nacional de Noruega, establert el 1962. El 2003, el parc va ser ampliat afegint-hi altres zones protegides dels voltants.